# Leptochelia minuta
Leptochelia minuta är en kräftdjursart som beskrevs av James Dwight Dana 1849. Leptochelia minuta ingår i släktet Leptochelia och familjen Leptocheliidae. Inga underarter finns listade i Catalogue of Life.